# Federico di Schleswig-Holstein-Sonderburg-Norburg
Federico di Schleswig-Holstein-Sonderburg-Norburg (Sønderborg, 26 novembre 1581 – Nordborg, 22 luglio 1658) fu duca di Schleswig-Holstein-Sonderburg-Norburg.

## Vita
Federico era il più giovane dei figli maschi del duca Giovanni di Schleswig-Holstein-Sonderburg e della sua prima moglie, Elisabetta di Brunswick-Grubenhagen. Dal momento che Federico era il più piccolo dei figli, per lui, originariamente, non era previsto nessun ducato. Tuttavia, dopo la morte di suo fratello Giovanni Adolfo nel 1624, ne ereditò il titolo ed il ducato.

## Matrimonio e figli
Federico sposò il 1 agosto 1627 Giuliana, figlia del duca Francesco II di Sassonia-Lauenburg. La coppia ebbe un solo figlio:
- Giovanni Boghislao (30 settembre 1629 - 17 dicembre 1679).

Dopo la morte della prima moglie nel 1630, sposò il 5 febbraio 1632 Eleonora di Anhalt-Zerbst (10 novembre 1608 - 2 novembre 1680), figlia del principe Rodolfo di Anhalt-Zerbst. La coppia ebbe i seguenti figli:
- Elisabetta Giuliana (24 maggio 1634 - 4 febbraio 1704); sposò il 17 agosto 1656 il duca Antonio Ulrico di Brunswick-Wolfenbüttel (1633-1714).
- Dorotea Edvige (18 aprile 1636 - 23 settembre 1692); badessa di Gandersheim (1665–78), si convertì al cattolicesimo e sposò il 7 giugno 1678 Cristoforo di Rantzau-Hohenfeld.
- Cristiano Augusto (30 aprile 1639 - 5 gennaio 1687); ammiraglio inglese
- Luisa (15 gennaio 1642 - 11 giugno 1685), sposò il 28 agosto 1665 Giovanni Federico I di Hohenlohe-Neuenstein-Oehringen (1617-1702).
- Rodolfo Federico (27 settembre 1645 - 14 novembre 1688); sposò il 10 giugno 1680 Bibiana di Promnitz (8 agosto 1649 - 19 agosto 1685); la loro figlia Elisabetta Sofia Maria sposò il duca Augusto Guglielmo di Brunswick-Lüneburg.

Dopo la morte di Federico nel 1658, suo figlio maggiore ereditò il titolo, inizialmente con la tutela della sua vedova, Eleonora di Anhalt-Zerbst.

## Ascendenza
|                                                   |   |                                   | Genitori                         |  |  | Nonni |  |  | Bisnonni                |  |  | Trisnonni                |  |
|                                                   |   |                                   |                                  |  |  |       |  |  | Federico I di Danimarca |  |  | Cristiano I di Danimarca |  |
|                                                   |   |                                   |                                  |  |  |       |  |  | Federico I di Danimarca |  |  | Cristiano I di Danimarca |  |
|                                                   |   | Dorotea di Brandeburgo            |                                  |  |  |       |  |  | Federico I di Danimarca |  |  |                          |  |
| Cristiano III di Danimarca                        |   |                                   |                                  |  |  |       |  |  | Federico I di Danimarca |  |  |                          |  |
|                                                   |   | Anna del Brandeburgo              | Giovanni I di Brandeburgo        |  |  |       |  |  |                         |  |  |                          |  |
|                                                   |   | Anna del Brandeburgo              | Giovanni I di Brandeburgo        |  |  |       |  |  |                         |  |  |                          |  |
|                                                   |   | Anna del Brandeburgo              | Margherita di Sassonia           |  |  |       |  |  |                         |  |  |                          |  |
| Giovanni di Schleswig-Holstein-Sonderburg         |   | Anna del Brandeburgo              |                                  |  |  |       |  |  |                         |  |  |                          |  |
|                                                   |   | Magnus I di Sassonia-Lauenburg    | Giovanni V di Sassonia-Lauenburg |  |  |       |  |  |                         |  |  |                          |  |
|                                                   |   | Magnus I di Sassonia-Lauenburg    | Giovanni V di Sassonia-Lauenburg |  |  |       |  |  |                         |  |  |                          |  |
|                                                   |   | Magnus I di Sassonia-Lauenburg    | Dorotea di Hohenzollern          |  |  |       |  |  |                         |  |  |                          |  |
| Dorotea di Sassonia-Lauenburg                     |   | Magnus I di Sassonia-Lauenburg    |                                  |  |  |       |  |  |                         |  |  |                          |  |
|                                                   |   | Caterina di Braunschweig-Lüneburg | Enrico IV di Brunswick-Lüneburg  |  |  |       |  |  |                         |  |  |                          |  |
|                                                   |   | Caterina di Braunschweig-Lüneburg | Enrico IV di Brunswick-Lüneburg  |  |  |       |  |  |                         |  |  |                          |  |
|                                                   |   | Caterina di Braunschweig-Lüneburg | Caterina di Pomerania-Wolgast    |  |  |       |  |  |                         |  |  |                          |  |
| Federico di Schleswig-Holstein-Sonderburg-Norburg |   | Caterina di Braunschweig-Lüneburg |                                  |  |  |       |  |  |                         |  |  |                          |  |
|                                                   | … | …                                 |                                  |  |  |       |  |  |                         |  |  |                          |  |
|                                                   | … | …                                 |                                  |  |  |       |  |  |                         |  |  |                          |  |
|                                                   | … | …                                 |                                  |  |  |       |  |  |                         |  |  |                          |  |
| Ernesto III di Brunswick-Grubenhagen              | … |                                   |                                  |  |  |       |  |  |                         |  |  |                          |  |
|                                                   |   | …                                 | …                                |  |  |       |  |  |                         |  |  |                          |  |
|                                                   |   | …                                 | …                                |  |  |       |  |  |                         |  |  |                          |  |
|                                                   |   | …                                 | …                                |  |  |       |  |  |                         |  |  |                          |  |
| Elisabetta di Brunswick-Grubenhagen               |   | …                                 |                                  |  |  |       |  |  |                         |  |  |                          |  |
|                                                   |   | …                                 | …                                |  |  |       |  |  |                         |  |  |                          |  |
|                                                   |   | …                                 | …                                |  |  |       |  |  |                         |  |  |                          |  |
|                                                   |   | …                                 | …                                |  |  |       |  |  |                         |  |  |                          |  |
| Margherita di Pomerania-Wolgast                   |   | …                                 |                                  |  |  |       |  |  |                         |  |  |                          |  |
|                                                   |   | …                                 | …                                |  |  |       |  |  |                         |  |  |                          |  |
|                                                   |   | …                                 | …                                |  |  |       |  |  |                         |  |  |                          |  |
|                                                   |   | …                                 | …                                |  |  |       |  |  |                         |  |  |                          |  |
|                                                   |   | …                                 |                                  |  |  |       |  |  |                         |  |  |                          |  |

| Controllo di autorità | VIAF (EN) 282377220 · ISNI (EN) 0000 0003 8908 1208 · CERL cnp02098921 · GND (DE) 1048744663 |